# Aston Martin DBRS9
Chronologie des modèles
L'Aston Martin DBRS9 est basée sur la DB9 de série, elle est la version GT3, mais partage plusieurs caractéristiques de la conception de la DBR9, qui elle est homologuée en catégorie GT1. Les ingénieurs d'Aston Martin Racing ont réglé la norme 12 cylindres, de six litres moteur pour produire quelque 550 ch (soit une augmentation de 20 %) et réduit le poids total de 480 kg, pour augmenter la puissance / poids de près de 430 ch par tonne. Une grande partie de cette baisse est due à l'utilisation massive de matériaux comme le carbone pour tous les panneaux de carrosserie (sauf le toit) et sur les garnitures intérieures, ainsi que le polycarbonate sur les vitres latérales et arrière.